# Anemone fulingensis
Anemone fulingensis är en ranunkelväxtart som beskrevs av Wen Tsai Wang och Z.Y.Liu. Anemone fulingensis ingår i släktet sippor, och familjen ranunkelväxter. Inga underarter finns listade i Catalogue of Life.